# Buyo
Buyo – miasto w Wybrzeżu Kości Słoniowej, w dystrykcie Bas-Sassandra, w regionie Nawa, w departamencie Buyo.